# FutureSex/LoveSounds
FutureSex/LoveSounds este al doilea album de studio al artistului american Justin Timberlake. A fost lansat pe 12 septembrie 2006 de către Jive Records și Zomba Group of Companies. După o pauză de doi ani în care Timberlake a simțit că nu mai poate înregistrat nimic, el s-a întors la producătorul Timbaland. Împreună cu Danja, cei trei au scris FutureSex/LoveSounds, majoritatea conținutului fiind produs în studiourile lui Timbaland, Thomas Crown Studios .
Deși are aceleași teme în versuri ca și albumul de debut al lui Timberlake, Justified, FutureSex/LoveSounds are o muzică mai diversă. Conține muzică R&B și pop cu techno, funk, și elemente de rock, ultimul gen fiind inspirația principală a lui Timberlake în timpul înregistrării albumului. Reprizele și interludiile interpretate pe piesele albumului au fost o încercare pentru echipa de producție, influențele lui Timberlake fiind David Bowie și Prince.
FutureSex/LoveSounds a primit în general păreri pozitive din partea criticilor muzicali care au remarcat influențele albumului și elementele de sunete eclectice. Albumul a produs șase single-uri care au ajuns cu ușurință în topuri, incluzând single-urile „SexyBack”, „My Love”, și „What Goes Around... Comes Around” care au ajuns pe primul loc în SUA. Revista Rolling Stones a clasat albumul pe locul al 46-lea din lista lor cu cele mai bune albume din anii 2000, iar pe lângă apariția albumului în mai multe topuri de genul acesta, albumul a primit nominalizări la ediția a 49-a a Premiilor Grammy printre care și Albumul Anului și Cel mai bun album pop. A primit numeroase discuri de platină în mai multe țări din lume, atingând vânzări de peste zece milioane de copii, cu patru milioane doar în Statele Unite.

## Lista pieselor
| FutureSex/LoveSounds – Ediția standard |                                                   |                                                        |                            |         |  |
| Nr.                                    | Titlu                                             | Autor(i)                                               | Producător(i)              | Lungime |  |
| 1.                                     | „FutureSex/LoveSound”                             | Justin Timberlake Tim Mosley Nate "Danja" Hills        | Timbaland Timberlake Hills | 4:01    |  |
| 2.                                     | „SexyBack” (feat. Timbaland)                      | Timberlake Mosley Hills                                | Timbaland Timberlake Hills | 4:02    |  |
| 3.                                     | „Sexy Ladies/Let Me Talk to You (Prelude)”        | Timberlake Mosley Hills                                | Timbaland Timberlake Hills | 5:32    |  |
| 4.                                     | „My Love” (feat. T.I.)                            | Timberlake Mosley Hills Clifford Joseph Harris         | Timbaland Timberlake Hills | 4:36    |  |
| 5.                                     | „LoveStoned/I Think She Knows (Interlude)”        | Timberlake Mosley Hills                                | Timbaland Timberlake Hills | 7:23    |  |
| 6.                                     | „What Goes Around.../...Comes Around (Interlude)” | Timberlake Mosley Hills                                | Timbaland Timberlake Hills | 7:28    |  |
| 7.                                     | „Chop Me Up” (feat. Timbaland și Three 6 Mafia)   | Timberlake Mosley Hills Jordan Houston Paul Beauregard | Timbaland Timberlake Hills | 5:04    |  |
| 8.                                     | „Damn Girl” (feat. will.i.am)                     | Timberlake Will Adams J. C. Davis                      | Jawbreakers                | 5:12    |  |
| 9.                                     | „Summer Love/Set the Mood (Prelude)”              | Timberlake Mosley Hills                                | Timbaland Timberlake Hills | 6:24    |  |
| 10.                                    | „Until the End of Time”                           | Timberlake Mosley Hills                                | Timbaland Timberlake Hills | 5:22    |  |
| 11.                                    | „Losing My Way”                                   | Timberlake Mosley Hills                                | Timbaland Timberlake Hills | 5:22    |  |
| 12.                                    | „(Another Song) All Over Again”                   | Timberlake Matt Morris                                 | Rick Rubin                 | 5:45    |  |
| Lungime totală:                        | Lungime totală:                                   | Lungime totală:                                        | Lungime totală:            | 66:12   |  |

| FutureSex/LoveSounds – Standard edition (Versiunea bonus din UK și Japonia) |                           |                                             |                 |         |  |
| Nr.                                                                         | Titlu                     | Autor(i)                                    | Producător      | Lungime |  |
| 13.                                                                         | „Pose” (feat. Snoop Dogg) | Timberlake Adams Calvin Broadus Caleb Speir | Jawbreakers     | 4:46    |  |
| Lungime totală:                                                             | Lungime totală:           | Lungime totală:                             | Lungime totală: | 70:59   |  |

| FutureSex/LoveSounds – Ediția standard (piesă bonus pentru pre-lansare în iTunes) |                      |                               |                 |         |  |
| Nr.                                                                               | Titlu                | Autor(i)                      | Producători     | Lungime |  |
| 13.                                                                               | „Boutique in Heaven” | Timberlake Adams Mike Shapiro | Jawbreakers     | 4:08    |  |
| Lungime totală:                                                                   | Lungime totală:      | Lungime totală:               | Lungime totală: | 70:20   |  |

| FutureSex/LoveSounds – Ediția deluxe (piese bonus) |                                                                      |                                        |                                                                 |         |  |
| Nr.                                                | Titlu                                                                | Autor(i)                               | Producători                                                     | Lungime |  |
| 13.                                                | „Until the End of Time” (duet cu Beyoncé)                            | Timberlake Mosley Hills                | Timbaland Timberlake Hills                                      | 5:22    |  |
| 14.                                                | „SexyBack” (DJ Wayne Williams Ol' Skool Remix) (feat. Missy Elliott) | Timberlake Mosley Hills Elliott        | Timbaland Timberlake Hills Larry „Rock” Campbell Wayne Williams | 4:16    |  |
| 15.                                                | „Sexy Ladies” (feat. 50 Cent)                                        | Timberlake Mosley Hills Curtis Jackson | Timbaland Timberlake Hills                                      | 3:50    |  |
| Lungime totală:                                    | Lungime totală:                                                      | Lungime totală:                        | Lungime totală:                                                 | 79:40   |  |

| FutureSex/LoveSounds – Ediția deluxe (DVD) | |         |  |
| Nr.                                        | Titlu                                                                                                  | Lungime |  |
| 1.                                         | „SexyBack” (În spatele scenelor)                                                                       |         |  |
| 2.                                         | „Interviu cu Michael Haussman” (Directorul „SexyBack”)                                                 |         |  |
| 3.                                         | „SexyBack” (Videoclipul muzical)                                                                       |         |  |
| 4.                                         | „Interviu cu Paul Hunter” (Directorul „My Love”)                                                       |         |  |
| 5.                                         | „My Love” (Videoclipul muzical)                                                                        |         |  |
| 6.                                         | „What Goes Around... Comes Around” (În spatele scenelor)                                               |         |  |
| 7.                                         | „What Goes Around... Comes Around” (Videoclipul muzical)                                               |         |  |
| 8.                                         | „Interviu cu Robert Hales” (Directorul „LoveStoned/I Think She Knows”)                                 |         |  |
| 9.                                         | „LoveStoned/I Think She Knows” (Videoclipul muzical)                                                   |         |  |
| 10.                                        | „LoveStoned/I Think She Knows” (Live din Concert Prive, Paris)                                         |         |  |
| 11.                                        | „My Love” (Interpretarea din Parkinson UK TV)                                                          |         |  |
| 12.                                        | „SexyBack/My Love/LoveStoned/I Think She Knows” (Interpretarea de la Premiile MTV Europe Music Awards) |         |  |
| 13.                                        | „My Love/SexyBack” (Interpretarea de la MTV Video Music Awards)                                        |         |  |

## Topuri
| Top (2006)                               | Poziție de top |
| ---------------------------------------- | -------------- |
| Australian Albums (ARIA)                 | 1              |
| Austrian Albums (Ö3 Austria)             | 5              |
| Belgian Albums (Ultratop Flanders)       | 5              |
| Belgian Albums (Ultratop Wallonia)       | 2              |
| Canadian Albums (Billboard)              | 1              |
| Danish Albums (Hitlisten)                | 3              |
| Finnish Albums (Suomen virallinen lista) | 5              |
| French Albums (SNEP)                     | 5              |
| German Albums (Media Control)            | 3              |
| Hungarian Albums (MAHASZ)                | 20             |
| Irish Albums (IRMA)                      | 1              |
| Italian Albums (FIMI)                    | 7              |
| Japanese Albums (Oricon)                 | 18             |
| Dutch Albums (MegaCharts)                | 4              |
| New Zealand Albums (Recorded Music NZ)   | 4              |
| Norwegian Albums (VG-lista)              | 5              |
| Polish Albums (OLiS)                     | 29             |
| Portuguese Albums (AFP)                  | 20             |
| Spanish Albums (PROMUSICAE)              | 30             |
| Swedish Albums (Sverigetopplistan)       | 2              |
| Swiss Albums (Schweizer Hitparade)       | 2              |
| UK Albums (OCC)                          | 1              |
| US Billboard 200                         | 1              |
| US R&B/Hip Hop Albums (Billboard)        | 1              |

| Top (2006)                    | Poziție |
| ----------------------------- | ------- |
| Australian Urban Albums Chart | 7       |
| Swiss Albums Chart            | 27      |
| US Billboard 200              | 18      |
| US Top R&B/Hip-Hop Albums     | 13      |

| Top (2007)                    | Poziție |
| ----------------------------- | ------- |
| Australian Urban Albums Chart | 1       |
| Swiss Albums Chart            | 14      |
| US Billboard 200              | 7       |
| US Top R&B/Hip-Hop Albums     | 10      |

| Top (2008)                | Poziție |
| ------------------------- | ------- |
| US Billboard 200          | 126     |
| US Top R&B/Hip-Hop Albums | 65      |

| Top (2000–09)    | Poziție |
| ---------------- | ------- |
| US Billboard 200 | 60      |

## Certificații
| Regiune | Certificări | Vânzări    |
| --- | ----------- | ---------- |
| Australia (ARIA) | 5× Platină  | 350,000^   |
| Belgia (BEA) | 2× Platină  | 40,000*    |
| Brazilia (ABPD) | Aur         | 30,000*    |
| Canada (Music Canada) | 3× Platină  | 300,000^   |
| Finlanda (Musiikkituottajat) | Aur         | 18,005     |
| Franța (SNEP) | Platină     | 200,000*   |
| Germania (BVMI) | 2× Platină  | 400,000^   |
| Irlanda (IRMA) | 6× Platină  | 90,000x    |
| Japonia (RIAJ) | Aur         | 100,000^   |
| Hong Kong (IFPI Hong Kong) | Aur         | 7,500*     |
| Noua Zeelandă (RMNZ) | 3× Platină  | 45,000^    |
| Polonia (ZPAV) | Platină     | 20,000*    |
| Rusia (NFPF) | Diamant     | 60,000*    |
| Elveția (IFPI Switzerland) | 2× Platină  | 60,000x    |
| Regatul Unit (BPI) | 3× Platină  | 900,000^   |
| Statele Unite (RIAA) | 4× Platină  | 4,000,000^ |
| Sumar |             |            |
| Europa (IFPI) | Platină     | 1,000,000* |
| *cifrele de vânzări sunt bazate pe un singur certificat ^cifrele cargo sunt bazate pe un singur certificat xcifrele nespecificate sunt bazate pe un singur certificat |             |            |